# Club Kaoutchouk

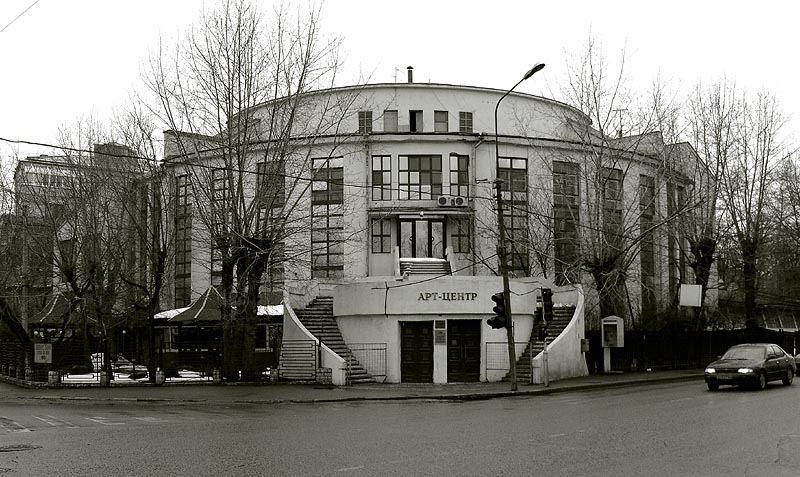
Le club Kaoutchouk en 2007

Le club de l'usine Kaoutchouk (en russe : Клуб завода «Каучук») est un bâtiment public constructiviste construit par Constantin Melnikov entre 1927 et 1929 et situé dans le quartier Khamovniki à Moscou en Russie à l'angle du parc Devichye Pole et du 64 de la rue Pliouchtchikha.

## Histoire et architecture
L'usine de caoutchouc Kaoutchouk, situé à l'origine à Riga, fut relocalisée à Moscou dans le quartier Khamovniki en 1915 car elle se trouvait menacée par l'avance de l'armée allemande, et fut considérablement développée par la suite. La construction d'un club faisait partie d'une politique menée à l'échelle du pays dans les années 1920 pour remplacer la religion par des divertissements plus appropriés. Melnikov théorisa cela en disant que « le club n'est pas un temple austère dédié à une quelconque divinité. Nous devons réaliser une atmosphère telle que nous n'aurions besoin de traîner de force aucun travailleur à l'intérieur. Nous voulons qu'il y vienne de lui-même, que, après son foyer et après le bistro, [...] le club, si on y arrive, montrerait ce à quoi ressemble la nouvelle vie privée. »(russe : Клуб – не строгий храм какого-то божества. В нем нужно добиться такой обстановки, чтоб рабочего в клуб не тащить, а он сам бы бежал в него мимо дома и пивной… клуб должен, если сумеет, показать, как устроен новый быт).
Le club Kaoutchouk a la forme d'un simple quart de cylindre contenant un théâtre de 800 places avec deux niveaux de balcons. De nos jours sa physionomie et sa taille sont cachées derrière des peupliers et la terrasse d'un restaurant chinois est plaquée sur la façade.
Les escaliers extérieurs faisant la marque de fabrique de Melnikov n'étaient pas conçus pour un usage régulier ; ce sont en fait des escaliers de secours pour évacuer le foyer du deuxième étage.

## Préservation
Le club, comme tous les bâtiments des années 1920, est menacé de démolition. En 2003, malgré sa mise sur la liste des bâtiments protégés au niveau fédéral, la ville de Moscou le considère comme une propriété condamnée. En mars 2007 les personnes favorables à sa préservation ont réussi à surseoir à sa démolition. Le bâtiment est géré par une boîte de nuit et un restaurant, et son enveloppe extérieure est dans un état satisfaisant ; les grandes enseignes lumineuses qui existaient en 2003 ont été retirées. Cependant les espaces intérieurs ont été gâchés par une rénovation sans discernement, les fenêtres d'origine étant remplacées avec des menuiseries modernes aux mauvaises dimensions. Selon la presse russe le bâtiment serait géré par l'Académie des arts russes, établie par Nikolaï Petrov ; en fait savoir qui de l'Académie ou de la municipalité est le véritable propriétaire reste confus (le terrain est, lui, la propriété de la ville).